# Lycorina indura
Pimpla indura
Espèce
Synonymes
- †Pimpla indura Théobald, 1937

Lycorina indura est une espèce fossile d’insectes hyménoptères de la tribu des Pimplini, dans la grande famille des Ichneumonidae.

## Classification
L'espèce Lycorina indura est décrite en 1937 par le paléontologue français Nicolas Théobald (1903-1981), dans sa thèse, sous le protonyme Pimpla indura,. 

### Fossiles
L'holotype R865+587 (empreinte et contre-empreinte), de l'ère Cénozoïque, et de l'époque Oligocène (33,9 à 23,03 Ma) faisait partie de la collection Mieg du musée de Bâle en Suisse et vient du gisement de Kleinkembs (mine de sel). 

### Renommage
Le reclassement dans le genre Lycorina est accordé en 2022 à Tamara Spasojevic (d) et al.

### Étymologie
L'épithète spécifique indura signifie en latin « dur ».

## Description

### Caractères
La diagnose de Nicolas Théobald en 1937, : 

« Insecte incomplet à tête et thorax noirs, abdomen clair avec taches brunes. Ailes transparentes (?)
Tête transversale, aussi large que le thorax ; deux yeux composés saillants ; antennes mal conservées, premier article court et gros, deuxième cylindrique, les suivants manquent ; trois ocelles sur le vertex ; tête rétrécie à l'arrière. Thorax nettement segmenté, maximum de largeur au tiers antérieur, allongé vers l'arrière. Abdomen sessile, quatre segments visibles, deux taches brunes latérales sur chaque segment. Pattes grêles, jaunes. Ailes transparentes, mal conservées. ».

### Dimensions
La longueur totale est de 8,5 mm, la longueur de la tête est de 1 mm et la largeur de 1,5 mm, la longueur du thorax est de 3,5 mmm et la largeur de 1,5 mm, la longueur de l'abdomen est de 4 mm, et la largeur de 1,5 mm.

### Affinités
« Voisin de Pimpla celebensis Seyrig (d) de Célèbes. ».

## Biologie
« Le g. Pimpla est cosmopolite. ».

### Publication originale
- [1937] Nicolas Théobald, « Les insectes fossiles des terrains oligocènes de France 473 p., 17 fig., 7 cartes,13 tables, 29 planches hors texte », Bulletin Mensuel de la Société des Sciences de Nancy et Mémoires de la Société des sciences de Nancy, Imprimerie G. Thomas,‎ 1937, p. 1-473 (ISSN 1155-1119 et 2263-6439, OCLC 786027547). .